# 寺田明彦
寺田 明彦（てらだ あきひこ、1936年4月27日 - 2019年9月28日）は、日本の実業家。保育総合学院（現在のニチイ学館）の創業者。長野県出身。

## 経歴
1957年に早稲田大学教育学部を中退し、病院での勤務を経て、1973年に保育総合学院(1976年にはニチイ学館となる)を設立し、社長に就任。2005年6月に会長に就任し、2014年10月から2017年12月までに社長も兼任した。1974年には日本医療教育財団理事長に就任。
2019年9月28日膵臓癌のために死去。83歳没。